# Чампанер-Павагадх
Археологический парк Чампанер-Павагадх расположен в округе Панчмахал, штат Гуджарат, Индия. На территории парка расположен целый заброшенный мусульманский город, не изменившийся с домогольского времени. Это единственный подобный объект, сохранившийся до наших дней. В связи с уникальностью и концентрацией археологических и исторических объектов (более 100 памятников) с 2004 года парк является объектом Всемирного наследия ЮНЕСКО.

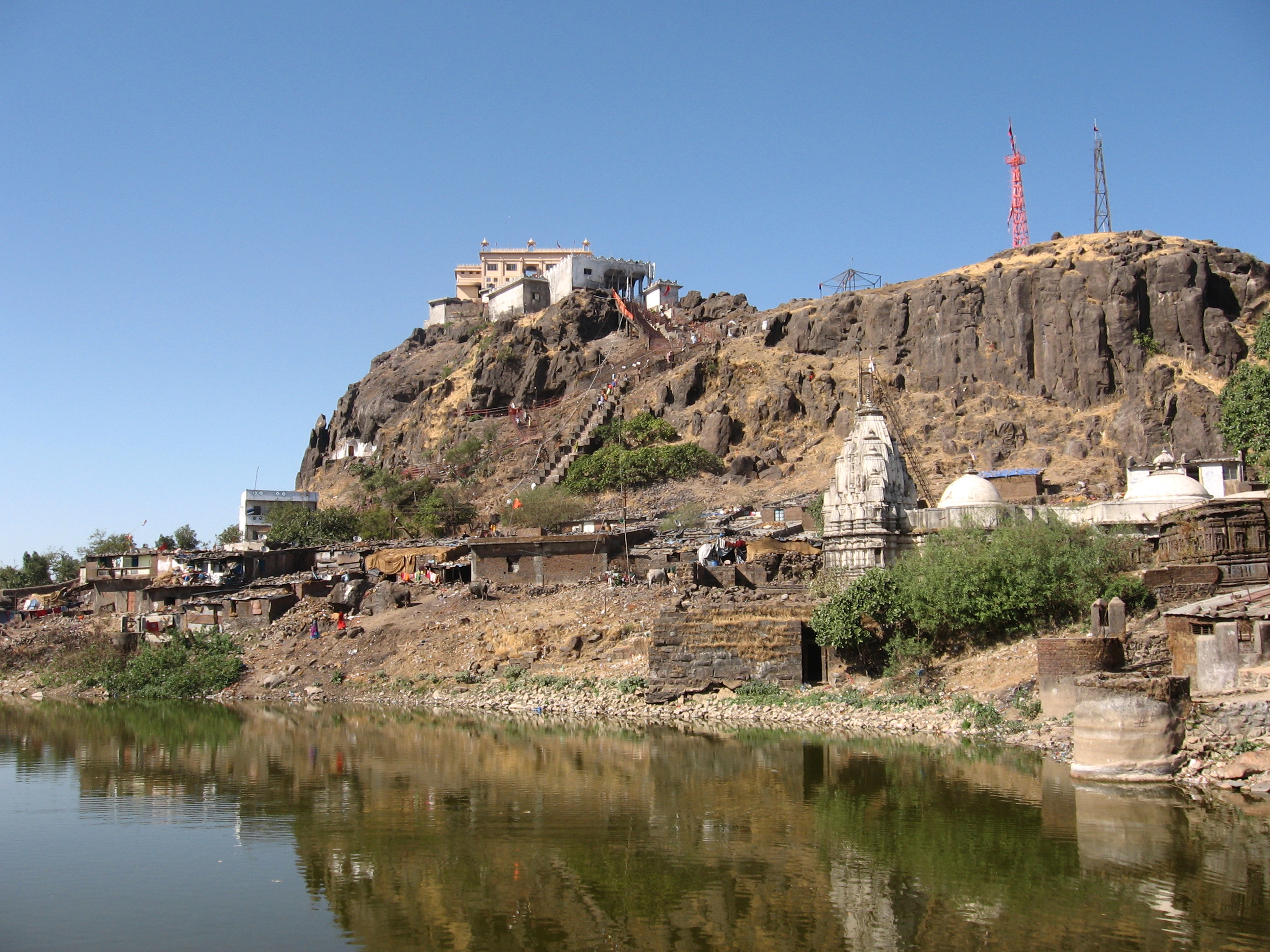
Холм Павагадх.

Парк расположен на 800-метровом холме Павагадх и у его подножия. Он включает доисторические (халколитические) памятники, укрепления и жилые постройки, культовые здания и дворцы периода VIII—XIV веков; редкие объекты индуистской архитектуры XVI века, такие как замки, религиозные, военные и сельскохозяйственные сооружения в древней столице штата, построенные султаном Гуджарата Махмуд-шахом I Бегара.

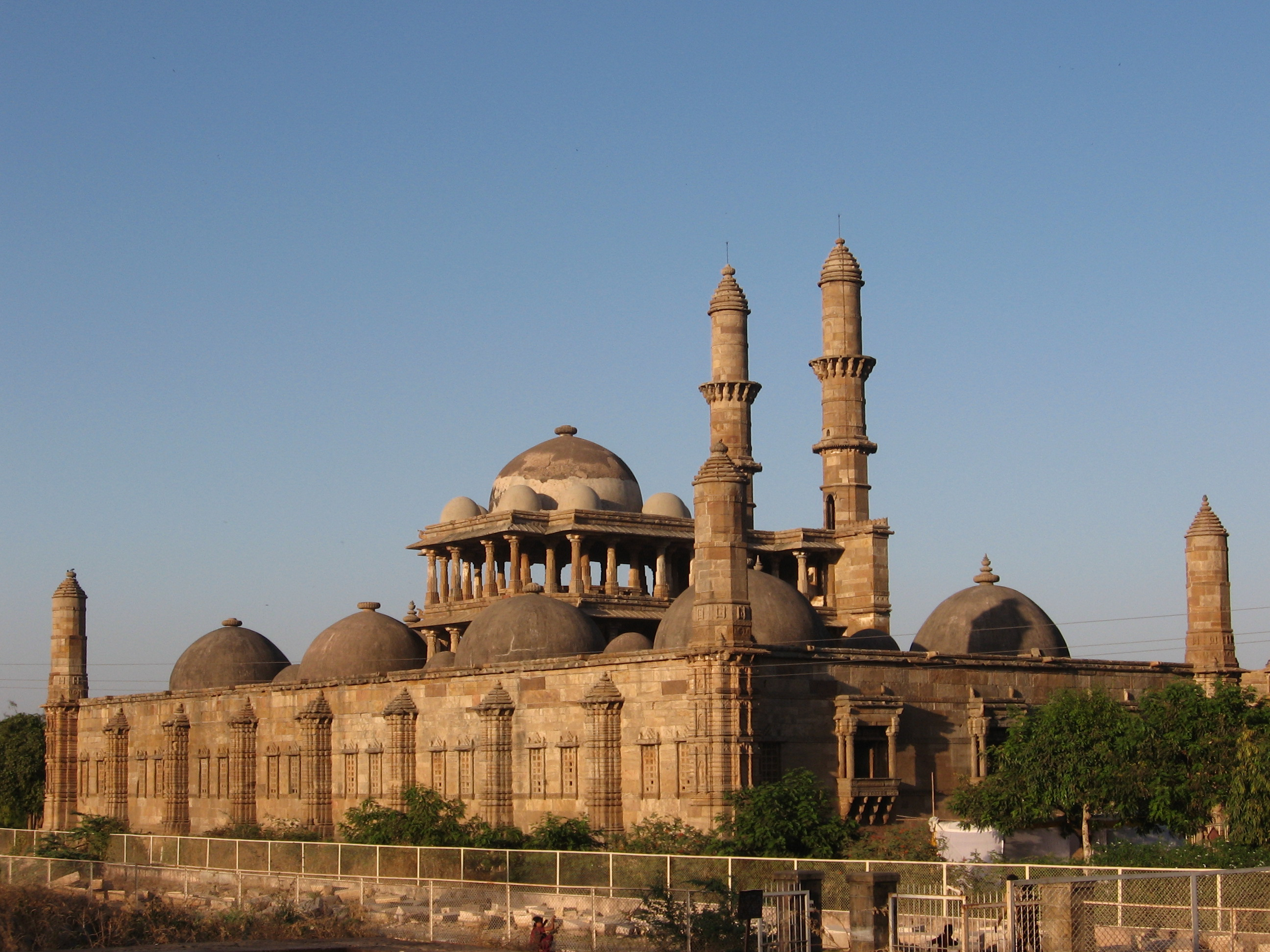
Мечеть Jami Masjid.

На территории парка происходит смешение индуистской и мусульманской архитектур, что особенно заметно в мечети Джами-масджид, самой значимой из пяти мечетей, расположенных в парке, и ставшей примером для последующих религиозных сооружений в стране.
Парк также является местом паломничества. Особенным вниманием паломников пользуется дворец Каликамата, расположенный на вершине холма Павагадх.

## История
Султан Гуджарата Махмуд-шах I Бегара захватил форт 21 ноября 1484 года после 20-месячной осады. 23 года велось строительство города Чампанер, после чего город был переименован в Мухаммадабад и в него из Ахмедабада была перенесена столица Гуджарата.
В 1535 году Мухаммадабад был захвачен падишахом Хумаюном, столица вернулась Ахмедабад, а разграбленный город пришёл в запустение.